# Siikajärvi (sjö i Jockas, Södra Savolax)
Siikajärvi är en sjö i kommunen Jockas i landskapet Södra Savolax i Finland. Sjön ligger 79,4 meter över havet. Arean är 2,35 kvadratkilometer och strandlinjen är 26,44 kilometer lång. Sjön  ingår i Vuoksens huvudavrinningsområde.   Den ligger omkring 40 kilometer öster om S:t Michel och omkring 240 kilometer nordöst om Helsingfors. 